# L'Arimany (l'Esquirol)
L'Arimany és una masia de l'Esquirol (Osona) inclosa a l'Inventari del Patrimoni Arquitectònic de Catalunya.

## Descripció
Masia clàssica de planta rectangular (16 x 12 m), coberta a dues vessants i amb el carener perpendicular a la façana situada a migdia. Presenta un volum compacte i està adossada a la masoveria vella per un pont cobert al primer pis, sota el qual s'observa un escaire de carreus. Sembla, per tant, que es pugui distingir un cos original d'un altre posterior. La façana principal presenta un eix de simetria en relació al portal central, una finestra datada (1679) al primer pis que, juntament amb les golfes, estan construïts amb tàpia. Les façanes Oest i Nord presenten un eix de simetria irregular amb algunes reformes a les obertures. La façana Est no presenta simetria i té una finestra esculturada amb un bonic llangardaix. A la façana principal es pot observar un curiós ràfec molt sortint però només a la part central. Aquesta façana té l'arrebossat en mal estat. La resta no estan arrebossades.

## Història
Masia documentada del segle xii. La família Arimany, que fins aleshores l'habitava, vengué aquesta antiga pagesia a començaments de segle.
La trobem registrada als fogatges de les "Parròquies del terme de Corcó, St. Jolia de Cabrera, St. Llorens Dosmunts, St. Bartomeu Sagorga, St. Vicens de Casserres y St. Martí Çescorts, fogajat a 11 d'octubre 1553 per Bartomeu Bertrana balle com apar en cartes 241", on consta un tal "Pere Arimany".
Apareix en el "Nomenclator de la Provincia de Barcelona. Partido Judicial de Vich. 1860" com a casa de pagès.